# 윤철구
윤철구(尹徹求, 1851년 ~ 1900년 이전)는 조선 후기의 문신, 외척이다. 윤용선의 양자가 되었다. 선조 때의 재상 윤두수, 윤근수 형제의 후손으로 윤덕영, 윤택영 형제의 아버지이자 순정효황후의 할아버지이다. 본관은 해평이다.
고종 때 진사시에 합격했으나 관직에 나가지는 못했다. 사후 1900년 6월 아들 윤덕영의 영귀로 종2품 가선대부(嘉善大夫) 의정부참찬(議政府參贊)에 추증되었다가 아들 윤덕영이 국구가 됨에 따라 대광보국숭록대부 영돈령부사가 추증되었다.

## 가족
- 양조부 윤치희
  - 양부 윤용선
- 친조부 윤치수
  - 친부 윤위선(尹爲善)
    - 정경부인 홍씨
      - 아들 윤덕영
      - 아들 윤택영
        - 손자 윤홍섭
        - 손자 윤의섭
        - 손녀 윤증순
        - 손녀 윤희섭